# Порушення правил безпеки дорожнього руху або експлуатації транспорту особами, які керують транспортними засобами
Пору́шення пра́вил безпе́ки доро́жнього ру́ху або експлуата́ції тра́нспорту особами, які керують тра́нспортними за́собами — злочин проти безпеки руху та експлуатації транспорту, який полягає у безпосередньому порушенні правил безпеки дорожнього руху або експлуатації транспорту. Кримінальна відповідальність передбачена у статті 286, а у разі вчинення дій у стані сп'яніння — у статті 2861 Кримінального кодексу України (та інших статтях нормативно-правових актів інших держав) і в Україні настає, якщо потерпілому були нанесені середньої тяжкості, тяжке тілесне ушкодження або заподіяна смерть (наприклад, у Росії настає лише тоді, коли спричинено тяжке тілесне ушкодження).

## Складові злочину
Тут розглянуто складові злочину, які охоплюються 286 статтею Кримінального кодексу України. Про відмінність складових злочину в деяких інших країнах див. нижче «Кримінальна відповідальність»
- Об'єктом злочину є безпека руху та експлуатації транспорту, а також життя та здоров'я особи.
- Об'єктивна сторона злочину характеризується діянням, наслідками цього діяння, обстановкою, причинним зв'язком між діянням та наслідками. Діяння виражається в діях або бездіяльності і завжди пов'язане з невиконанням вимог нормативно-правових актів, насамперед Правил дорожнього руху. Обстановка характеризується тим, що діяння вчиняються, а наслідки настають під час безпосереднього руху транспортних засобів (надалі — ТЗ). Кримінальна відповідальність настає за умови нанесення тілесних ушкоджень не менше, ніж середньої тяжкості.
  - Відповідно до примітки, транспортними засобами, про які йде мова, називаються всі види автомобілів, трактори та інші самохідні машини, трамваї, тролейбуси, мотоцикли та інші механічні ТЗ.
- Суб'єкт злочину — осудна особа, яка досягла 16 років і керує ТЗ (водій або інструктор). Суб'єкту злочину необов'язково мати право керування ТЗ. Якщо особа порушила правила у стані сп'яніння, вона підлягає відповідальності за ст. 2861 КК.
- Суб'єктивна сторона злочину визначається ставленням винної особи до наслідків та виражається необережністю. Якщо має місце умисел, вчинене кваліфікується за відповідними статтями КК (ч.1 ст. 286 → ч.1 ст. 122; ч.2 ст. 286 → ч.1 ст. 121 або ч.1 ст. 115; ч.3 ст. 286 → п.1 ч.2 ст. 115).

## Кримінальна відповідальність
- Україна: настає за статтями 286, 2861 Кримінального кодексу:
  - при заподіянні тілесних ушкоджень середньої тяжкості — штраф 3000—5000 неоподатковуваних мінімумів доходів громадян (51 000 — 85 000 гривень) або виправні роботи на строк до двох років, або арешт на строк до шести місяців, або обмеження волі на строк до трьох років з позбавленням права керування ТЗ на строк до трьох років; у стані сп'яніння (ст. 2861) — позбавлення волі на строк до трьох років з позбавленням права керування ТЗ на строк від трьох до п'яти років;
  - при заподіянні тяжких тілесних ушкоджень або смерті — позбавлення волі на строк від трьох до восьми років з позбавленням права керування ТЗ на строк до трьох років або без такого; у стані сп'яніння — при заподіянні тяжких тілесних ушкоджень: позбавлення волі на строк від трьох до восьми років з позбавленням права керування ТЗ на строк від п'яти до восьми років, при заподіянні смерті: позбавлення волі на строк від п'яти до десяти років з позбавленням права керування ТЗ на строк від п'яти до десяти років;
  - у разі спричинення загибелі кількох осіб — позбавлення волі на строк від п'яти до десяти років з позбавленням права керування ТЗ на строк до трьох років; у стані сп'яніння — позбавлення волі на строк від семи до дванадцяти років з позбавленням права керування ТЗ на строк від семи до десяти років.
- Російська Федерація: настає за 264 статтею Кримінального кодексу:
  - при заподіянні тяжких тілесних ушкоджень (не менше) — обмеження волі на строк до трьох років або примусові роботи (схожі за порядком відбування на виправні роботи, призначаються як заміна позбавленню волі) на строк до двох років, або арешт на строк до шести місяців, або позбавлення волі на строк до двох років з позбавленням права обіймати певні посади або займатися певною діяльністю до трьох років чи без такого; (ч.1) поєднане із залишенням місця вчинення злочину, вчинене особою у стані сп'яніння або особою, яка не має або була позбавлена права керування ТЗ (далі у цьому підрозділі — «обтяжуючі обставини») — примусові роботи на строк до п'яти років або позбавлення волі на строк від трьох до семи років з позбавленням права обіймати певні посади або займатися певною діяльністю до трьох років; (ч.2)
  - при заподіянні через необережність смерті потерпілому — примусові роботи на строк до чотирьох років або позбавлення волі на строк до п'яти років з позбавленням права обіймати певні посади або займатися певною діяльністю на строк до трьох років; (ч.3) за обтяжуючих обставин — позбавлення волі на строк від п'яти до дванадцяти років з позбавленням права обіймати певні посади або займатися певною діяльністю до трьох років; (ч.4)
  - при заподіянні смерті кільком особам (щонайменше двом) — примусові роботи на строк до п'яти років або позбавлення волі на строк до семи років з позбавленням права керування ТЗ на строк до трьох років; (ч.5) за обтяжуючих обставин —  позбавлення волі на строк від восьми до п'ятнадцяти років з позбавленням права обіймати певні посади або займатися певною діяльністю до трьох років (ч.6).
- Білорусь: настає за 317 статтею Кримінального кодексу:
  - якщо це спричинило «менш тяжке» тілесне ушкодження — штраф (розмір не визначений, за загальними положеннями від тридцяти до тисячі «базових величин»), позбавлення права займати певні посади або займатися певною діяльністю (як основне — за загальними положеннями від одного до п'яти років), арешт (за загальними положеннями від одного до трьох місяців),обмеження або позбавлення волі на строк до двох років;
  - якщо це спричинило тяжке тілесне ушкодження або смерть потерпілого — виправні роботи до двох років, обмеження або позбавлення волі на строк до п'яти років з можливим позбавленням права займатися певною діяльністю; вчинене особою у стані сп'яніння — позбавлення волі від трьох до восьми років з позбавленням права обіймати певні посади або займатися певною діяльністю (від одного до восьми років);
  - якщо це спричинило загибель кількох осіб — позбавлення волі строком від двох до семи років з можливим позбавленням права займатися певною діяльністю або без такого; вчинене особою у стані сп'яніння — позбавлення волі від чотирьох до десяти років з позбавленням права обіймати певні посади або займатися певною діяльністю.
- Штат Луїзіана, Сполучені Штати Америки:
  - За заподіяння будь-яких тілесних ушкоджень за допомогою транспортного засобу у стані сп'яніння або під впливом інших препаратів, які включені до спеціального переліку (англ. vehicular negligent injuring), настає відповідальність у вигляді штрафу до тисячі доларів або позбавлення волі до шести місяців або обидва покарання (§ 14:39:1 Закону Луїзіани); за заподіяння тяжких тілесних ушкоджень (сюди включаються втрата свідомості, сильний і нестерпний біль, очевидні та довготривалі розлади здоров'я, психічні вади, втрата органом своєї функції або великий ризик настання смерті — пункт C § 14:2) передбачено штраф у розмірі до двох тисяч доларів або позбавлення волі із залученням до праці чи без такого на строк до п'яти років, або обидва покарання (§ 14:39:2). Додатково можливе призупинення дії водійського посвідчення на один рік, яке може бути скасоване при встановленні в автомобілі пристрою блокування запалювання (англ. ignition interlock device; § 32:414). За відсутності стану сп'яніння або впливу препаратів можлива відповідальність за загальною статтею (§ 14:39 — англ. negligent injuring — штраф до тисячі доларів, або позбавлення волі до шести місяців, або обидва покарання).
  - За заподіяння смерті за допомогою транспортного засобу у стані сп'яніння або під впливом інших препаратів, які включені до спеціального переліку (англ. vehicular homicide), передбачено відповідальність у виді позбавлення волі на строк від п'яти до тридцяти років із залученням до праці або без цього (з яких перші три роки не дозволяється застосування норм закону щодо зменшення покарання, звільнення від його відбування чи пробації) зі штрафом у розмірі від двох до п'ятнадцяти тисяч доларів США (§ 14:32:1). За відсутності стану сп'яніння або впливу препаратів можлива відповідальність за загальною статтею (§ 14:32 — англ. negligent homicide — позбавлення волі на строк до п'яти років або штраф у розмірі до п'яти тисяч доларів, або обидва покарання; позбавлення волі від двох до п'яти років, якщо жертвою є дитина до 10 років). При цьому у випадку незастосування позбавлення волі суд має обґрунтувати своє рішення у вироку. За обидва злочини додатковим покаранням є призупинення дії водійського посвідчення на два роки (§ 32:414).
- Новий Південний Уельс, Австралія: за статтею 117 Road Transport Act 2013 заподіяння смерті через необережність (недбале, неуважне керування ТЗ) карається штрафом у розмірі 30 penalty units (один «penalty unit» = 110 австрал. доларів), тобто 3300 австралійських доларів або позбавлення волі на строк до 1,5 року чи обидва покарання (за перше правопорушення); 50 «penalty units» (5500 доларів) штрафу або до двох років ув'язнення за подальші порушення. Заподіяння тяжких тілесних ушкоджень карається штрафом у розмірі 20 «penalty units» (2200 доларів) або позбавленням волі на строк до дев'яти місяців за перше правопорушення; штрафом у розмірі 30 «penalty units» (3300 доларів) або позбавленням волі на строк до одного року за подальші порушення. Вказані покарання можуть назначатися разом. Якщо таке керування ТЗ не спричинило зазначених наслідків, воно карається штрафом у розмірі 10 «penalty units» (1100 доларів). Якщо тілесні ушкодження або смерть заподіяні особою, яка перебувала у стані сп'яніння, то відповідальність настає за статтею 52A Crimes Act 1900 (пункти 3 та 1 відповідно, підпункт a в обох випадках), а можливе покарання — позбавлення волі на строк сім і десять років (одинадцять і чотирнадцять за наявності обтяжуючих обставин) відповідно. Додатково можливе покарання у виді позбавлення права керування ТЗ на три роки, а у разі вчинення іншого «серйозного порушення» протягом попередніх п'яти років — п'ять років; строк може бути зменшений (але не менше ніж один рік або два роки відповідно) або збільшений судом (стаття 205 Road Transport Act 2013).
- Велика Британія: за недбале і неуважне керування (англ. careless, or inconsiderate, driving), яке заподіло тяжке тілесне ушкодження, призначається покарання у виді позбавлення волі до двох років, або штраф, або обидва покарання; при заподіянні смерті максимальний строк позбавлення волі становить п'ять років, у стані сп'яніння — штраф, або довічне позбавлення волі, або обидва покарання. Додатково правопорушник позбавляється права керування ТЗ на строк не менше одного року, а в разі вчинення у стані сп'яніння, — п'яти років. «Небезпечне керування» (англ. dangerous driving), яке потягло негативні наслідки, карається більш суворо: при заподіянні тяжких тілесних ушкоджень — штраф, або позбавлення волі до п'яти років, або обидва покарання; при заподіянні смерті — довічне позбавлення волі. Додатково правопорушник позбавляється права керування ТЗ на строк не менше двох (при заподіянні тілесних ушкоджень) або п'яти (при заподіянні смерті) років. В усіх вищезазначених випадках правопорушнику нараховуються штрафні бали у кількості від трьох до одинадцяти (якщо водій набирає понад 12 таких балів протягом трьох років, автоматично позбавляється права керування ТЗ на півроку). За наявності «спеціальних підстав» суд має право зменшити строк позбавлення права керування ТЗ або взагалі звільнити від цього покарання.
- Киргизстан: настає за 312 статтею Кримінального кодексу:
  - за порушення правил безпеки дорожнього руху або експлуатації автомобільного або мототранспорту, якщо це спричинило «менш тяжку» шкоду здоров'ю — штраф у розмірі від 200 до 500 «розрахункових показників» (один «розрахунковий показник» = 100 сомів) з позбавленням права обіймати певні посади або займатися певною діяльністю на строк до двох років; (ч.1)
  - якщо зазначене в ч.1 діяння спричинило тяжку шкоду здоров'я — штраф у розмірі від 1000 до 2000 «розрахункових показників» або позбавлення волі на строк до п'яти років з позбавленням права обіймати певні посади або займатися певною діяльністю на строк до двох років; (ч.2)
  - якщо зазначене в ч.1 діяння спричинило «особливо тяжку шкоду» (тобто смерть людини або кількох осіб) — позбавлення волі на строк від п'яти до восьми років з позбавленням права обіймати певні посади або займатися певною діяльністю на строк до трьох років; (ч.3) у випадку вчинення діяння у стані сп'яніння строк позбавлення волі збільшується до 8—10 років (ч.4).